# ماساکو
ماساکو (به ژاپنی: 雅子) (متولد ۹ دسامبر ۱۹۶۳) همسر امپراتور کنونی کشور ژاپن ناروهیتو و امپراتریس فعلی ژاپن است. او همچنین با ازدواجش به عضویت رسمی خانواده امپراتوری ژاپن در آمد.

## زندگینامه
ماساکو اووادا (به ژاپنی: 小和田雅子) در سال ۱۹۶۳ در توکیو زاده شد. او بزرگترین دختر هیساشی اووادا دیپلمات سرشناس ژاپنی و رئیس سابق دیوان بین‌المللی دادگستری است. او دو خواهر کوچکتر و دوقلو به نام سِتسوکو و رِیکو دارد.
ماساکو در دو سالگی و به همراه پدر و مادرش برای زندگی به مسکو رفت و مهد کودکش را در آنجا تمام کرد. با برگشتن به ژاپن، او به یک مدرسهٔ دخترانهٔ خصوصی رفت که در آن تحصیلات ابتدایی تا سال دوم دبیرستان را به اتمام رساند. وی سپس به همراه خانواده به ایالات متحده آمریکا مهاجرت کرد و همراه آنان در بلمونت در حومه شهر بوستون در ماساچوست ساکن شد. در آن دوران پدرش یک پروفسور مهمان در دانشگاه هاروارد و معاون سفیر ژاپن در ایالات متحده بود. در سال ۱۹۸۱ ماساکو از دبیرستان بلمونت فارغ التحصیل شد، که در آن رئیس انجمن ملی افتخار بود. او سپس در کالج ردکلیف ثبت نام کرد.
ماساکو درای مدرک کارشناسی هنر افتخارات لاتین و دارای مدرک علوم اقتصاد از دانشگاه هاروارد است. او همچنین برای تحصیل در رشتهٔ روابط بین‌الملل به دانشگاه آکسفورد رفت اما دورهٔ آموزشی خود را به پایان نرساند. مشاور ارشد وی برای پایان‌نامهٔ دانشگاه هاروارد جفری ساکس بود. او همچنین مدتی در دانشگاه توکیو درس خواند، جایی که پدرش هم به تدریس مشغول بود و تدارک امتحانات ورودی برای وزارت امور خارجه ژاپن را بر عهده داشت.
علاوه بر زبان بومی‌اش، ژاپنی، او به‌طور سلیس و ماهرانه به دو زبان انگلیسی و فرانسوی تکلم می‌کند، و همچنین گفته شده وی قادر به مکالمهٔ استاندارد در سه زبان آلمانی، روسی و اسپانیایی است.

## حرفه
ماساکو سابقاً در وزارات امور خارجهٔ ژاپن استخدام شده بود و در آنجا به همراه پدرش که مدیر کل و معاون وزیر بود کار می‌کرد. او در طی این مدت با رهبران زیادی از سراسر دنیا همچون رئیس‌جمهور ایالات متحده، بیل کلینتون، و رئیس‌جمهور روسیه، بوریس یلتسین، ملاقات کرد. او همچنین به عنوان مترجم در مذاکرات با ایالات متحده دربارهٔ ابررسانایی حضور داشت.

## ازدواج

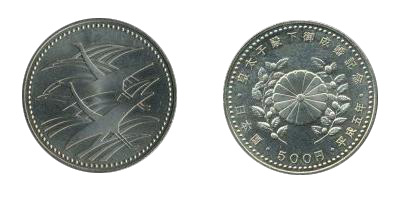
سکه های پانصد ینی برای جشن گرفتن ازدواج سلطنتی ضرب شدند.

ماساکو شاهزاده را در نوامبر ۱۹۸۶ و زمانی که یک دانشجو در دانشگاه توکیو بود برای اولین بار ملاقات کرد. با این حال بعضی می‌گویند که آن‌ها در اصل قبلاً و زمانی که پدر ماساکو به عنوان همراه و ملتزم به خانواده امپراتوری خدمت می‌کرد یک‌دیگر را ملاقات کرده بودند. در طول سال ۱۹۸۷ مطبوعات به‌طور دائم ماساکو و شاهزاده را زیر نظر داشتند.
نام ماساکو از لیست عروسان سلطنتی ممکن به خاطر مباحثه در مورد پدربزرگ مادری‌اش، یوتاکا اگاشیرا، رئیس شرکت چیسو، یک شرکت بدنام برای درمان بیماری میناماتا و رسوایی آن در ایجاد آلودگی عمده، خط خورد. هر چند در پشت صحنه، ارتباط او با شاهزاده بدون هیچ لطمه‌ای ادامه یافت. شاهزاده دفعات زیادی درخواست خود مبنی بر ازدواج با ماساکو را مطرح کرد تا سرانجام ماساکو در ۹ دسامبر ۱۹۹۲ به درخواستش جواب مثبت داد. شورای خاندان امپراتوری در ۱۹ ژانویهٔ ۱۹۹۳ زمان نامزدی را تعیین کردند و مراسم نامزدی در ۱۲ آوریل ۱۹۹۳ برگزار شد. همچنین عده زیادی از خبرها متعجب شدند (از آن جا که عموم مردم بر این باور بودند که شاهزاده و ماساکو از هم جدا شده‌اند) و نامزدی موجی از توجهات مجدد به طرف خانوادهٔ امپراتوری و شاهدخت جدیدشان را به وجود آورد.
ماساکو برای ازدواج در ۹ ژوئن ۱۹۹۳ به ولیعهد ناروهیتو در مراسمی سنتی ملحق شد. با این ازدواج ماساکو اووادا لقب رسمی «والاحضرت امپراتوری همسر ولیعهد ژاپن» را دریافت کرد. بعلاوه او در اولویت بندی امپراتوری ژاپن (که برای بیشتر مناسبت‌های رسمی استفاده می‌شود) پشت سر مادر شوهرش، امپراتریس می‌چیکو، و مادربزرگ شوهرش، امپراتریس بیوه ناگاکو، قرار گرفت.

## خانواده و جانشینی
اولین بارداری ماساکو در دسامبر سال ۱۹۹۹ به‌طور رسمی اعلام شد، اما بچهٔ او سقط شد.

### شاهدخت آیکو
ناروهیتو و ماساکو یک دختر دارند:
آیکو، شاهدخت توشی (به ژاپنی: 敬宮愛子内親王)، متولد ۱ دسامبر ۲۰۰۱
تولد دخترشان آیکو، که پس از گذشت هشت سال از ازدواجشان به وقوع انجامید، بحث پر جنب و جوشی را در ژاپن برانگیخت، که مطابق آن می‌بایست قانون خانواده امپراتوری در سال ۱۹۴۷ از ارشدیت مطلق پسران تغییر یابد به طوری که یک زن هم بتواند به تاج و تخت برسد و فرمانروایی کند.
هیئتی از کارشناسان دولت انتصابی در ۲۵ اکتبر ۲۰۰۵ گزارشی را ارائه داد و توصیه کرد که خط جانشینی باید به صورتی در بیاید که دختران هم قادر به سلطنت باشند. در ۲۰ ژانویه ۲۰۰۶، نخست وزیر جونیچیرو کویزومی از سخنرانی سالانه اش برای صحبت در مورد ستیزهٔ بین افراد خانوادهٔ امپراتوری استفاده کرد و به ارائه لایحه‌ای برای مجاز شمردن زنان در گرفتن تخت امپراتوری متعهد شد به آن شرط که در آینده رسیدن به تخت امپراتوری به شیوه‌ای پایدار بازگردد. کویزومی زمانی مشخص برای تصویب این لایحه اعلام نکرد و همچنین هیچ جزئیاتی از محتوای آن را آشکار نساخت اما یادآوری کرد که در صورت انجام‌گیری این کار، دولت او به سرعت نتایج و اطلاعات را اعلام خواهد کرد.

### برادرزادهٔ شوهر
نقشه‌ها برای تغییر قانون جانشینی در ژاپن از بین رفتند، آن هم در فوریهٔ ۲۰۰۶ که مشخص شد برادرشوهر ماساکو، شاهزاده آکی‌شینو، و همسرش شاهدخت آکی‌شینو، در انتظار سومین فرزندشان هستند. در ۶ سپتامبر ۲۰۰۶، شاهدخت آکی‌شینو پسری به نام هیساهیتو به دنیا آورد که طبق قانون فعلی، پس از عمو و پدرش سومین کسی است که امکان رسیدن به تخت امپراتوری را دارد.

## سلامتی
ماساکو از سال ۲۰۰۲ به طرز آشکاری از عموم مردم به دور ماند و علت آن هم اختلالات عاطفی ناشی از فشارها برای به دنیا آوردن فرزند پسر و کنار آمدن با زندگی در خانواده امپراتوری عنوان شد. در ژوئیهٔ ۲۰۰۴ مشخص شد که وی از اختلالات سازگاری رنج می‌برد و گزارش شد که به دنبال درمان آن است.
در ۱۱ ژوئیهٔ ۲۰۰۸، ناروهیتو از مردم تقاضا کرد که همسر بیمارش را درک کنند. او در یک سفر هشت روزه و بدون ماساکو در اسپانیا بود تا در عروسی فیلیپه، شاهزاده آستوریاس شرکت کند. او در این مورد گفت: "من دوست دارم که مردم بفهمند که ماساکو در حال ادامه دادن تلاشش برای بهبودی به کمک اطرافیانش است. خواهش می کنم با او در طی این مدت طولانی با مهربانی رفتار کنید." فشارها برای به دنیا آوردن فرزند پسر و مطابقت یافتن با سنت‌های باستانی و همچنین قانون امپراتوری به تصویب رسیده در سال ۱۹۴۷ از دلایل بیماری او فرض می‌شوند. همچنین پوشش منفی رسانه‌ها از رفتار او، فشار مسئولیت سلطنتی و مردم و ستیزه در میان دفتر نمایندگی خاندان امپراتوری هم از دلایل دیگر بیماری او محسوب می‌شوند.
قانون اساسی ژاپن به اعضای خاندان امپراتوری اجازهٔ شرکت در فعالیت‌های سیاسی را نمی‌دهد. شاهزاده به مسائل بحث براگیزی دربارهٔ خشونت‌ها و فشارهایی که از جانب دفتر نمایندگی خاندان امپراتوری به ماساکو وارد شده اشاره کرد و از میل همسرش برای دیپلمات شدن خبر داد.

## عناوین، لقب‌ها و نشان‌ها
- ۹ دسامبر ۱۹۶۳ – ۹ ژوئن ۱۹۹۳: دوشیزه ماساکو اووادا
- ۹ ژوئن ۱۹۹۳ – ۳۰ آوریل ۲۰۱۹: والاحضرت همسر ولیعهد ژاپن
- ۱ مهٔ ۲۰۱۹ – تاکنون: علیاحضرت امپراتریس ژاپن